# Djordje Cikusa Jelicic
Djordje Cikusa Jelicic (geboren am 8. Dezember 2005 in Girona) ist ein spanischer Handballspieler, der vorwiegend auf der Spielposition Rückraum rechts eingesetzt wird.

## Vereinskarriere
Djordje Cikusa begann mit dem Handballspiel im Alter von sechs Jahren in Bordils, wo sein Vater Trainer beim örtlichen Verein war. Im Jahr 2018 kam er zum FC Barcelona, in dessen erster Mannschaft er in der Saison 2022/2023 in der Liga Asobal debütierte sowie im Dezember 2022 beim Gewinn der Supercopa Ibérica eingesetzt wurde. Im April 2024 wurde sein Vertrag mit Barca bis 2027 verlängert. Mit Barcelona gewann er in der Saison 2023/24 die spanische Meisterschaft und die EHF Champions League.
In der Saison 2024/25 läuft er auf Leihbasis für den französischen Erstligisten Montpellier Handball auf. Mit Montpellier gewann er 2025 die Coupe de France.
Zur Saison 2025/2026 wird Cikusa nach Spanien zum FC Barcelona zurückkehren.
| Saison                                                                       | Liga           | Verein               | Spiele | Tore | Anmerkungen |
| ---------------------------------------------------------------------------- | -------------- | -------------------- | ------ | ---- | ----------- |
| 2022/2023                                                                    | Liga Asobal    | FC Barcelona         | 04     | 05   |             |
| 2023/2024                                                                    | Liga Plenitude | FC Barcelona         | 15     | 034  |             |
| 2024/2025                                                                    | Starligue      | Montpellier Handball | 16     | 029  |             |
| Stand: 20. Februar 2025. Quellen: Asobal (asobal.es), Starligue (www.lnh.fr) |                |                      |        |      |             |

## Auswahlmannschaften
Sein erstes Spiel für Spanien absolvierte er am 19. Dezember 2019 mit der promesas selección, für die er insgesamt sechs Spiele bestritt und dabei drei Tore warf.
Am 4. November 2021 debütierte er gegen die Auswahl Schwedens in der Jugendnationalmannschaft Spaniens. Cikusa nahm als Jugendnationalspieler an der U-18-Europameisterschaft in Montenegro (2022) teil, bei der er mit der Mannschaft Europameister wurde; er wurde ins All-Star-Team gewählt. Bei der U-19-Weltmeisterschaft 2023 gelang ihm mit dem Team ebenfalls der Titelgewinn. Bis Juli 2023 stand Cikusa in 28 Spielen im Aufgebot der spanischen Jugendauswahl und erzielte dabei 89 Tore.
Mit den spanischen Junioren, für die er im Januar 2024 erstmals auflief, wurde er U-20-Europameister 2024 und nahm an  der U-21-Weltmeisterschaft 2025 (9. Platz) teil.
Sein Debüt in der A-Auswahl Spaniens gab er am 4. November 2023 beim Gjensidige Cup in der Golden League gegen die Niederlande. Er gehörte zum spanischen Aufgebot zur Weltmeisterschaft 2025 (18. Platz).

## Erfolge
- Gewinn der U-18-Europameisterschaft 2022 und MVP des Turniers
- Gewinn der U-19-Weltmeisterschaft 2023
- spanischer Meister 2024
- Gewinn der U-20-Europameisterschaft 2024
- Gewinn der EHF Champions League 2024
- Coupe de France 2025

## Privates
Sein Zwillingsbruder Petar Cikusa spielt ebenfalls Handball. Auch ihr Vater spielte Handball – bei RK Bjelovar und zuletzt in Portugal und Spanien. Die Mutter stammt aus Kikinda.
Djordje Cikusa Jelicic besitzt neben der spanischen Staatsangehörigkeit auch die kroatische Staatsbürgerschaft. Er hätte auch Anrecht auf die serbische Staatsbürgerschaft.